# Nikolaï Soulima
Pour les articles homonymes, voir Soulyma (homonymie).
Nikolaï Semenovitch Soulima (russe : Николай Семёнович Сулима ; ukrainien : Микола Семенович Сулима) né le 13 janvier 1777 à Pereïaslav et mort selon le calendrier Grégorien, le 21 octobre 1840 à  Saint-Pétersbourg, est un militaire qui, lors des guerres napoléoniennes, servait l'Empire russe.

## Biographie
D'une famille de la noblesse terrienne ukrainienne, il a fait ses études au premier corps de cadets de Saint-Pétersbourg, a servi dans le Régiment Semionovski, le régiment de la garde Izmaïlovski et a été commandant des mousquetaires de Moscou. C'est avec cette unité que, le 29 octobre 1805, il s'est distingué à la bataille de Dürenstein contre la division du général Dupont. Pour cela il a été récompensé de l'Ordre de Saint-Vladimir du IVe degré.
Il est capturé lors de la bataille d'Austerlitz. Il a commandé le régiment de grenadiers de Tavricheskogo à partir du 18 septembre 1811.
Le 31 janvier 1816, blessé, il prenait sa retraite mais le 15 mai 1817, il reprenait du service en commandant la 17e division d'infanterie. Puis en 1826 il commandait la 11e division d'infanterie et le 17 mai 1827, il recevait le grade de lieutenant général. Il a participé à la Guerre russo-turque de 1828-1829 par la bataille de Kyoulevtcha, et à la répression de l'insurrection de Novembre.
Le 6 décembre 1833, il est nommé gouverneur de la Sibérie orientale puis en 1834 gouverneur général de la Sibérie occidentale.
Il est le grand-père de Pierre Kropotkine.

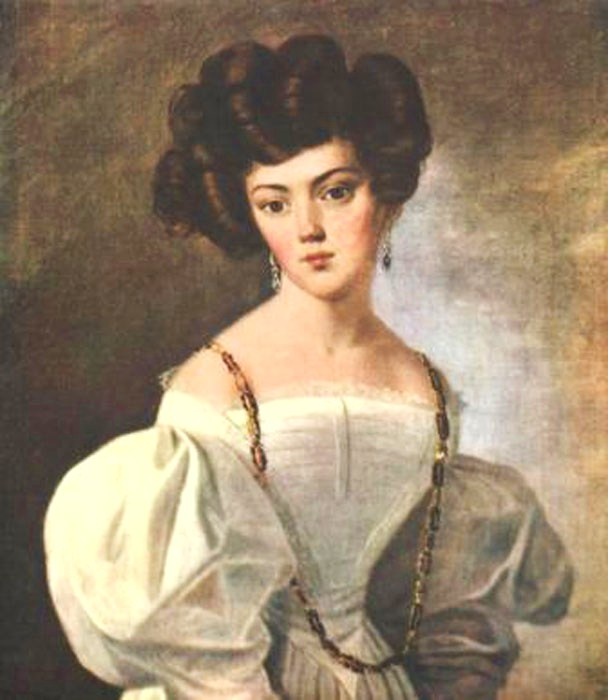
Portrait de Katerine, mère de Kropotkine.